# シキリア属州

属州の位置

シキリア属州（シキリアぞくしゅう、ラテン語: Provincia Sicilia）は、ローマ帝国の属州であり、ローマが設けた最初の属州である。領域は、現在のシチリア島（イタリア領）とマルタである。日本語でシチリア属州と表記されることもある。

## 歴史
シチリア島の帰属を争った第一次ポエニ戦争の結果、カルタゴを下した共和政ローマが、同国の最初の属州として紀元前241年に併合した。属州化時に、当時有力な都市国家であったシラクサは同盟都市として属州からは除かれていたが、第二次ポエニ戦争においてカルタゴ側に付いたシラクサは執政官マルケッルスによる包囲戦により陥落し、属州に組み込まれた。
マグナ・グラエキアと呼ばれギリシア文化が栄えていたシチリア島は、属州化以降に徐々にラテン化が進められたが、ギリシア的要素が完全に消えることは無かった。
当初、ローマの小麦の供給地として非常に重要な地位を占めたが、プトレマイオス朝を下して小麦の大生産地であるエジプトを手中にして以降、シチリアの穀倉地としての地位は低下した。しかし、ローマ帝国後期になりアフリカ支配（アフリカ属州およびアエギュプトゥス）が揺らいだため、シチリア島は再びローマの穀倉地として重視されるようになった。
属州化後、奴隷を大量に使役する大土地経営による小麦栽培が盛んとなっていった。それに伴い、境遇に不満を募らせた奴隷が大規模な反乱を起こすこととなる。共和政ローマ期に起こった3度の大規模な奴隷戦争のうち、2回がこのシキリア属州内で発生した。紀元前135年にはシリア人奴隷エウヌスが首謀した第一次奴隷戦争。紀元前104年に起こった第二次奴隷戦争がそれである。

### 略歴年表
- 264BC 〜 241BC 第一次ポエニ戦争
- 241BC シチリア島及びマルタが共和政ローマに併合され、シキリア属州が成立する
- 219BC 〜 201BC 第二次ポエニ戦争
- 214BC 〜 212BC シラクサ包囲戦。ローマが勝利し、シラクサがシキリア属州に併合される。交戦によりアルキメデス死去。
- 135BC 〜 132BC 第一次奴隷戦争。シチリア島中部エンナで、シリア人奴隷エウヌス（英語版）が首謀した反乱。歴史家ディオドロスによれば、反乱奴隷の数は20万人、リウィウスによれば7万人と伝えられている。
- 104BC 〜 100BC 第二次奴隷戦争。サルウィウス（英語版）らが首謀した反乱。反乱軍は歩兵20,000、騎兵2,000。執政官マニウス・アクィッリウス率いるローマ軍が鎮圧。
- 73BC 〜 71BC ガイウス・ウェッレス（英語版）による悪政。70BCにキケロによる弾劾演説で有名。
- BC49 ローマ内戦で、元老院派（ポンペイウス派）が押さえていたシチリアを、カエサル派が奪取。
- 44BC 〜 36BC シケリア戦争。（オクタウィアヌス派とセクストゥス・ポンペイウス率いるポンペイウス派の争い）
- 36BC ナウロクス沖の海戦 。シチリアを拠点にイタリア半島南部を封鎖したセクストゥス・ポンペイウス率いるポンペイウス派を、オクタウィアヌスとアグリッパ率いる共和政ローマ軍が撃破する。
- 440AD ヴァンダル族の王ガイセリックに敗れ、ヴァンダル王国に併合される。

## 都市一覧

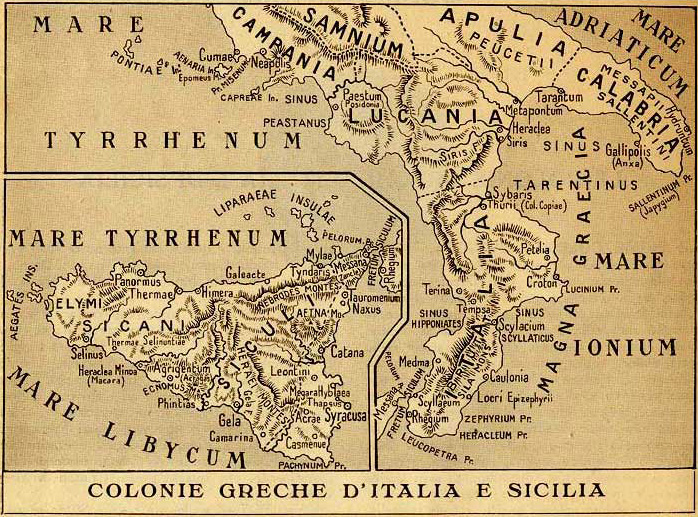

|        | ローマ時代の都市名   | 同左 ラテン語表記     | 現代の都市名             |
| ------ | -------------------- | --------------------- | ------------------------ |
| 属州都 | シラクサ             | Syracusæ              | シラクサ                 |
|        | カターナ             | Catana                | カターニア               |
|        | タオルメニウム       | Tauromenium           | タオルミーナ             |
|        | メッサナ             | Messana               | メッシーナ               |
|        | ミュラエ             | Mylae                 | ミラッツォ               |
|        | テルマエ             | Thermae               | テルミニ・イメレーゼ     |
|        | パノルムス           | Panormus              | パレルモ                 |
|        | セリヌス             | Selinūs               | セリヌンテ               |
|        | ヘラクレア・ミノア   | Heraclea Minoa        |                          |
|        | アグリゲントゥム     | Agrigentum            | アグリジェント           |
|        | ゲーラ               | Gela                  | ジェーラ                 |
|        | カマリナ             | Camarina              |                          |
|        | ムディナ（メリタ島） | Mdina (Melita Insula) | イムディーナ（マルタ島） |
|        | マルサ（メリタ島）   | Marsa (Melita Insula) | マルサ（マルタ島）       |